# Адам Грін
Адам Грін (народ. 31 березня, 1975) є американським режисером, продюсером, сценаристом і кіноактором.  Грін дебютував з фільмом комедією 2000 року, Coffee & Donuts. Грін залишив свій слід у кіноіндустрії з його фільмом 2006 року  Сокира, фільм жахів представлений, «Старою школою американського фільму жахів» 

## Фільмографія

### Режисер
- Coffee & Donuts (2000)
- Сокира (2006)
- Спіраль (2007) (з Джоель Муром)
- King in the Box (2007)
- Winter Tales (2007)
- King in the Box (2007)
- Spiral (2007)
- Cheerleader Camp (2007)
- The Tiffany Problem (2008)
- Fairy Tale Police (2008)
- God Only Knows (2008)
- Dead West (2008)
- The Jack Chop (2009)[4]
- The Tivo (2009)
- Saber (2009)
- God Only Knows (2010)
- Замерзлі (2010)
- Сокира 2 (2010) Post-production
- Сокира 3 (2011)[5]
- Сокира 4 (Ходять чутки)

### Сценарист
- Замерзлі (2010)
- King in the Box (2007)
- Сокира (2006)
- Coffee & Donuts (2000)

### Актор
- Brides of Horror (2010)
- The Psycho Legacy (2009)
- Grace: Conception (2009)
- Grace: Delivered (2009)
- Grace: Family (2009)
- His Name Was Jason: 30 Years of Friday the 13th (2009) (грає самого себе)
- Into the Dark: Exploring the Horror Film (2009)
- The Making of 'Spiral'  (2008)
- Anatomy of a Kill (2007) (V)
- A Twisted Tale (2007) (V)
- Guts & Gore: The FX of 'Hatchet'  (2007)
- Meeting Victor Crowley (2007)
- The Making of 'Hatchet'  (2007)
- Gingerdead Man 2: Passion of the Crust (2008) 
  - Сокира (2006) (Бадді #1)
- Coffee & Donuts (2000) (Адам)

### Продюсер
- Coffee & Donuts (2000) (Виконавчий продюсер)
- Left for Dead (2009)
- Сокира 2 (2010) (Виконавчий продюсер)

### Телебачення
- Cheerleader Camp (2008)
- It’s a Mall World (2007) (декілька серій)